# Satroko
Satroko est une localité du sud de la Côte d'Ivoire et appartenant au département de Lakota, Région du Sud-Bandama. La localité de Satroko est un chef-lieu de commune.

## Localisation
Satroko se trouve à proximité du village de Legbrelilie et de Dikedou.

## Démographie
Le village de Satroko compte environ 1 430 habitants.